# Nikita Bichoerin

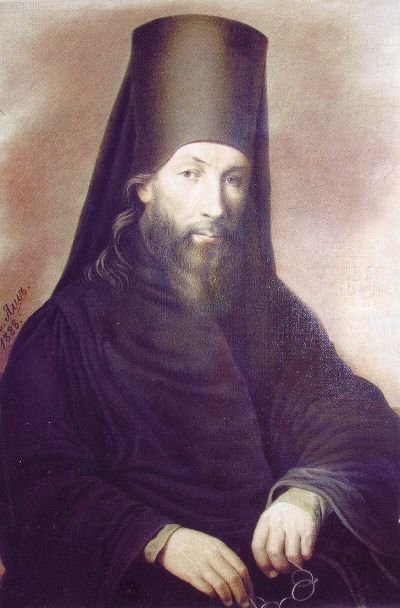
Nikita Yakovlevich Bichurin

Nikita Jakovlevitsj Bichoerin (Russisch: Никита Яковлевич Бичурин), (Akoelevo (Gouvernement Kazan), 28 augustus 1777 - Sint-Petersburg, 11 mei 1853), ook wel bekend onder zijn kloosternaam Iakinf; "Hyacinth" (Russisch: Иакинф), was een van de belangrijkste grondleggers van de sinologie in Rusland. Van 1807 tot 1824 was hij het hoofd van de Russisch-orthodoxe missie in China. 

## Eerste periode in Rusland
Bichoerin werd geboren in het dorpje Bichoerino in de Oeral. Zijn naam betekent dan ook de man uit Bichoerino. Zijn ouders waren Tsjoevasjen. Hij volgde een opleiding aan het seminarie van Kazan. Die opleiding sloot hij af in 1799 en hij werd vervolgens gewijd als priester. In 1802 ontving hij de monnikswijding. Hij maakte heel snel carrière in de kerk. In 1803 volgde zijn benoeming tot archimandriet in het Voznesensk- klooster van Irkoetsk.
Een priestermonnik als Bichoerin was gehouden tot het celibaat en dat zou lange tijd een van zijn grootste problemen vormen. Hij had vanuit Kazan een minnares meegenomen naar Irkoetsk. Dat gaf moeilijkheden bij de andere monniken en Bichoerin moest het klooster verlaten. Hij werd gedwongen een functie te accepteren als leraar retorica in Tobolsk. In die periode werd overleg gevoerd over de samenstelling van de negende orthodoxe missie naar Peking. De Heiligste Regerende Synode benoemde Bichoerin tot hoofd van de missie. De missie vertrok in september 1807 en arriveerde in januari 1808 in Peking.

## De periode in Peking

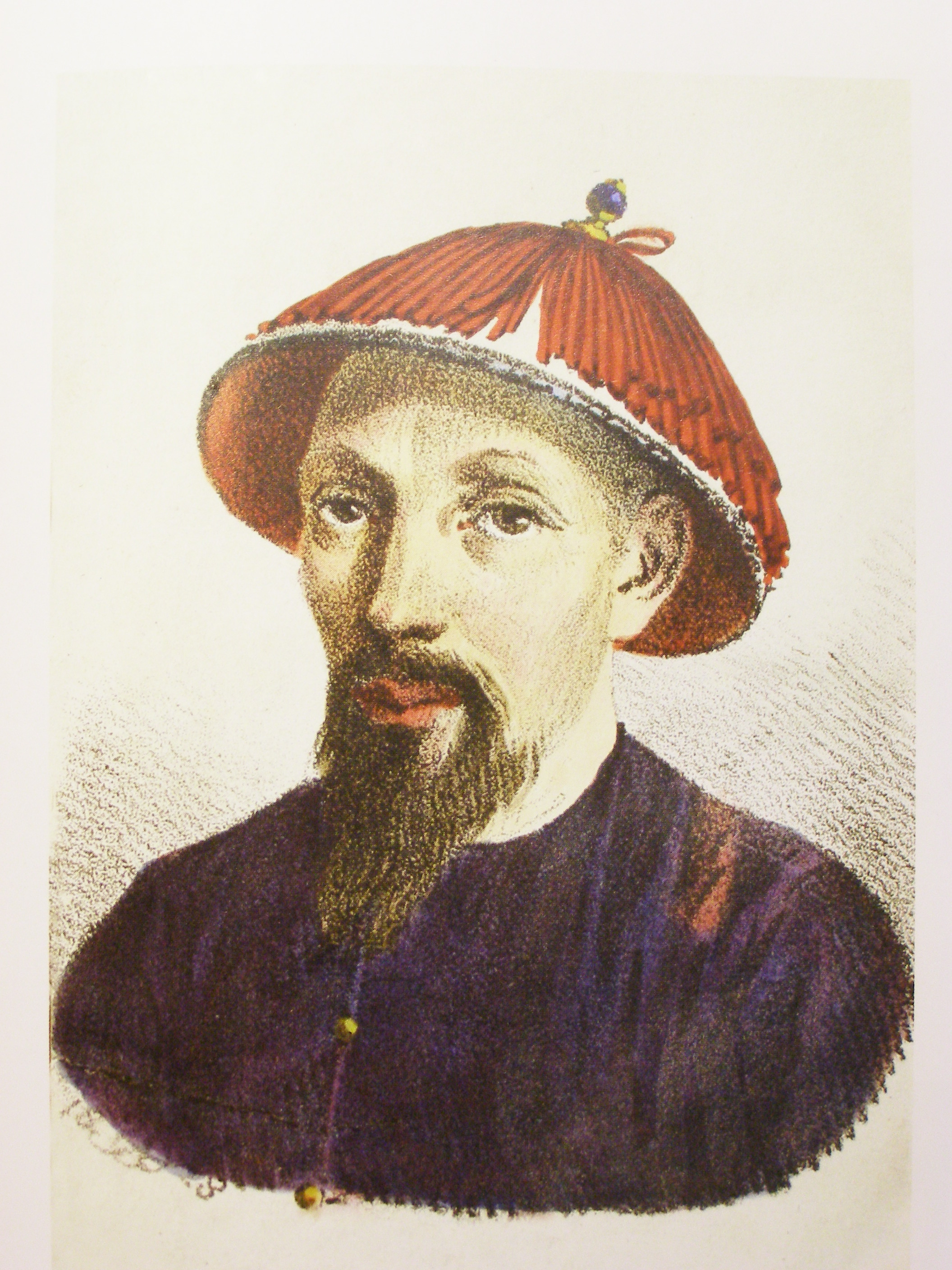
Bichoerin in Chinese kleren

De Russisch-orthodoxe missie in China was vanaf 1716 in Peking aanwezig. De formele reden voor de stichting van de missie was destijds het gaan uitoefenen van de pastorale zorg voor de Albaziners geweest, een van oorsprong Russische bevolkingsgroep die vanaf eind zeventiende eeuw in Peking woonden. Het hoofd van een missie was altijd een archimandriet, zoals Bichoerin. De rest van een missie bestond meestal uit drie priestermonniken en vier tot zes Russische studenten Chinees, Mantsjoe en Mongools.
De missies in de achttiende eeuw hadden weinig succes gehad. Er was weinig animo bij geestelijken en mogelijke studenten uitgezonden te worden naar Peking. Als gevolg daarvan was in die periode een groot deel van zowel de priesters als de studenten slecht gekwalificeerd en niet echt gemotiveerd. Een aantal was ronduit incompetent. Er was sprake van forse geloofsafval bij de Albaziners. In wetenschappelijk opzicht waren de resultaten zeer pover geweest.  
Bichoerin was de eerste priester van de missie met een eigen grote intellectuele nieuwsgierigheid. Hij was ook de eerste van de priesters die Chinees leerde beheersen. Tot in de twintigste eeuw zou dat bij de geestelijken van de missie een uitzondering blijven. Bichoerin had het ook prima naar zijn zin in Peking. Door zijn beheersing van Chinees en later andere talen en dialecten creëerde hij in Peking een groot netwerk van nuttige contacten. Zijn eerste werk was het schrijven van een Russisch-Chinees woordenboek, dat hij enkele malen herschreef en het standaardwerk in dat opzicht werd van de Russische sinologie. 
Bichoerin had nauwelijks aandacht voor religieuze taken. Zijn passie lag in het verzamelen van geschriften in het Chinees en Mantsjoe. Er kwamen echter ook hier problemen. De  kosten voor aanschaf van de geschriften alsmede zijn grote zucht naar alcohol lagen boven zijn financiële mogelijkheden. Dat loste hij op door herhaaldelijk kerkzilver en andere attributen voor de Goddelijke liturgie te verkopen. Gedurende de periode in Peking onderhield hij tevens vele relaties met vrouwen. 
In 1821 waren de klachten zo luid en groot in aantal dat er actie volgde van de Synode. Die zond Igor Timkovski naar Peking om hem terug te halen. Door de handelwijze van Bichoerin had de missie grote schulden en was in feite  bankroet. De personele verhoudingen waren zeer verstoord. Timkovski had echter wel enige sympathie voor Bichoerin en zorgde ervoor dat hij al zijn onderzoeksmateriaal mee naar Rusland kon nemen.

## Wetenschappelijk werk in Rusland

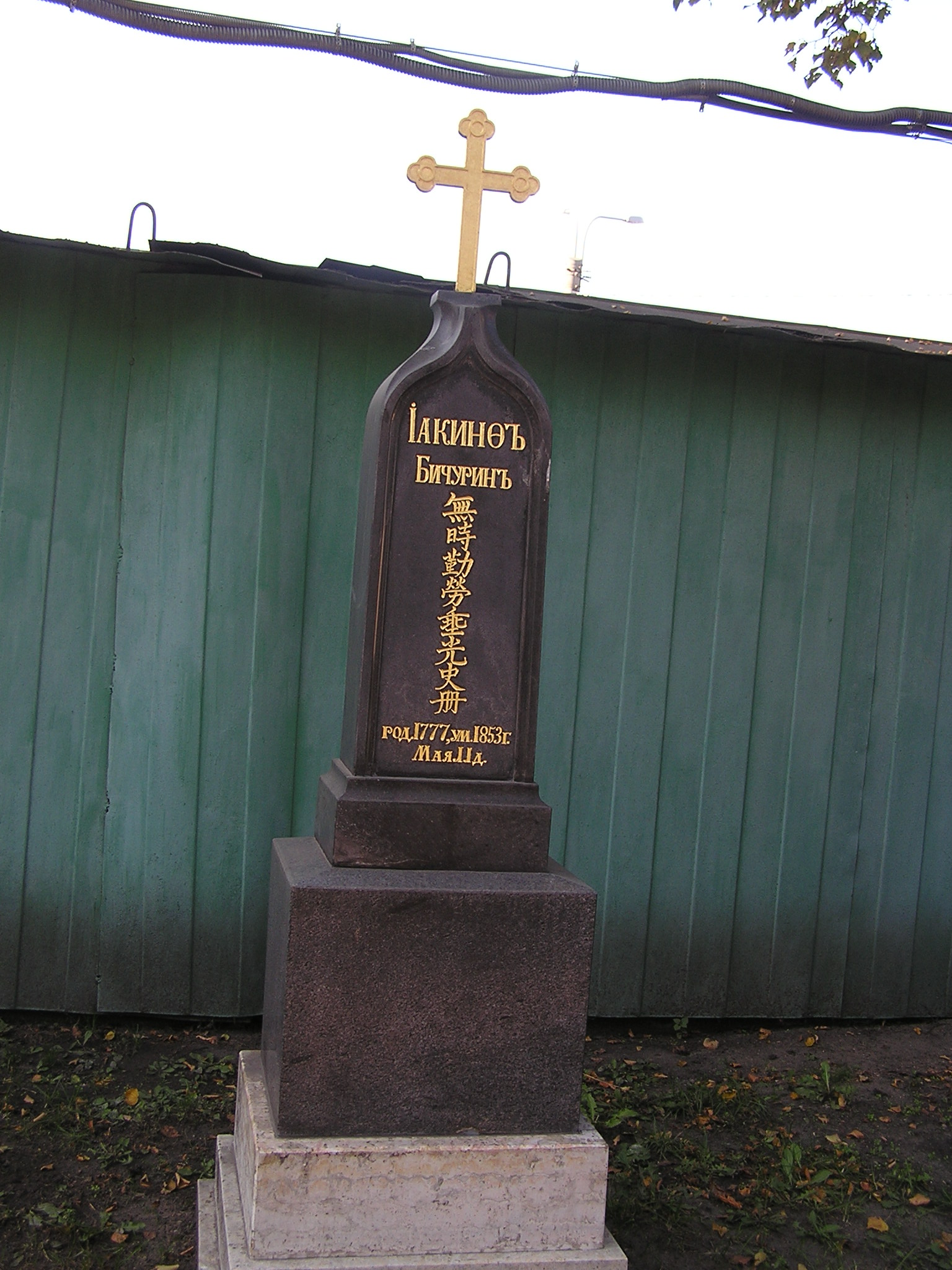
Graf van Bichurin

Bichoerin werd opgesloten in het klooster Valaam bij het Ladogameer en zijn waardigheid van archimandriet ontnomen. Hij werkte daar vier jaar in omstandigheden die zijn gezondheid sterk aantastten. Timkovski zorgde er uiteindelijk voor dat hij een baan als vertaler kreeg bij het Ministerie van Buitenlandse Zaken in Sint-Petersburg. Hij kon daar zijn wetenschappelijke arbeid voortzetten. 
In 1828 werd hij corresponderend lid van de Russische Academie van Wetenschappen en in 1831 lid van de Société asiatique in Parijs. Tot aan Bichoerin was er door leden van de missie in Peking, ook door desinteresse in Rusland zelf,  heel weinig gepubliceerd. Bichoerin wist in snel tempo zes boeken en een groot aantal aantal artikelen te publiceren.  In 1846 vroeg de Russische Academie van Wetenschappen hem een werk in drie delen te schrijven over de Geschiedenis van de Volken in Centraal-Azië in de Oudheid. Dit werk werd in 1851 gepubliceerd. 
In Sint-Petersburg woonde Bichoerin in het Alexander Nevski-klooster. Ook de omstandigheden daar kwamen zijn toch al zwakke gezondheid niet ten goede en hij overleed in mei 1853. Hij werd begraven op het kerkhof van het klooster. De inscriptie op zijn grafsteen is in Chinese karakters.

## Enkele werken

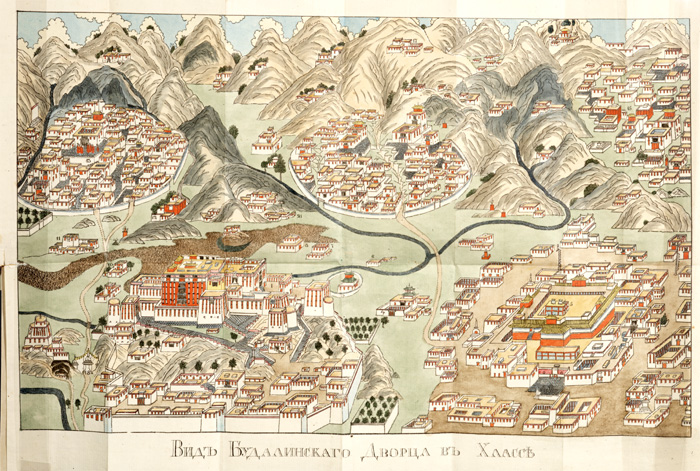
Lhasa, illustratie uit Beschrijving van Tibet (1828)

- Opmerkingen over Mongolië  ( 1828)
- Beschrijving van Tibet  (1828)
- Beschrijving van Dzjoengarije en Oost-Turkestan (1829)
- Grammatica van de Chinese taal ( 1838)
- China, zijn inwoners, zeden en gebruiken  ( 1840)
- Statistische beschrijving van China (1841)
- Geschiedenis van de Volken in Centraal-Azië in de Oudheid   (1851)
- Chinees-Russisch woordenboek